# Mammillaria guelzowiana
Mammillaria guelzowiana là một loài thực vật có hoa trong họ Cactaceae. Loài này được Werderm. mô tả khoa học đầu tiên năm 1928.

## Hình ảnh

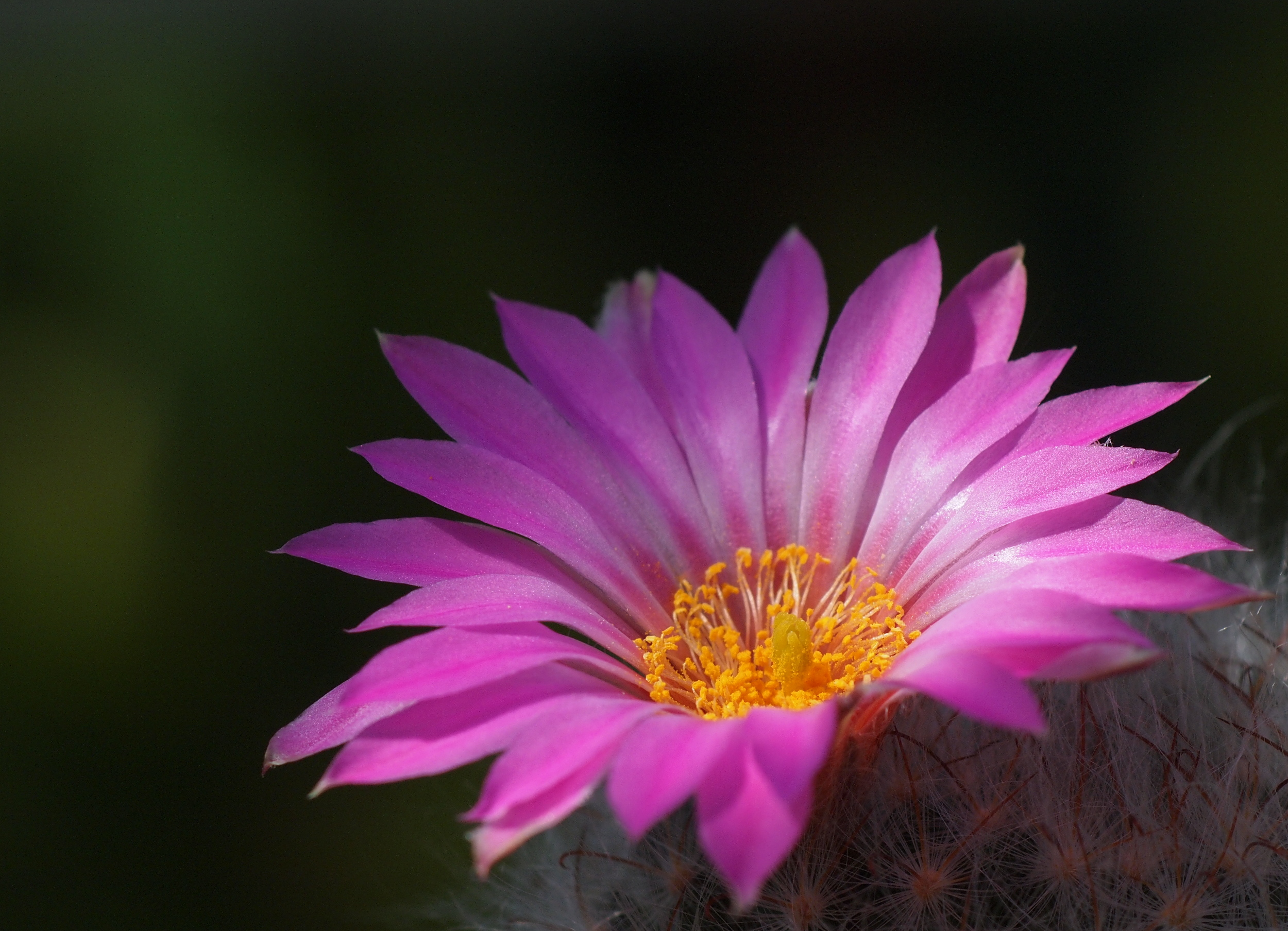
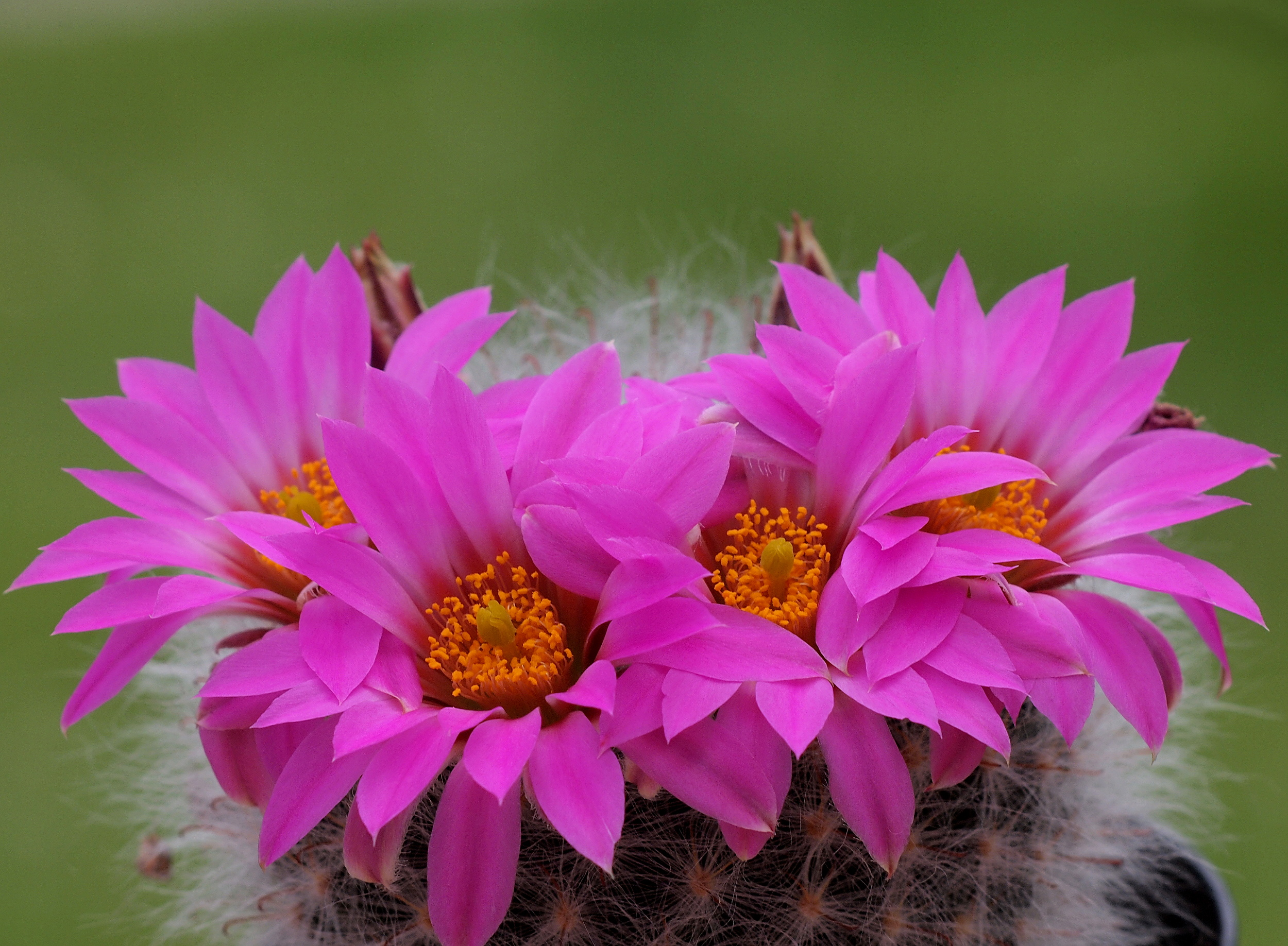
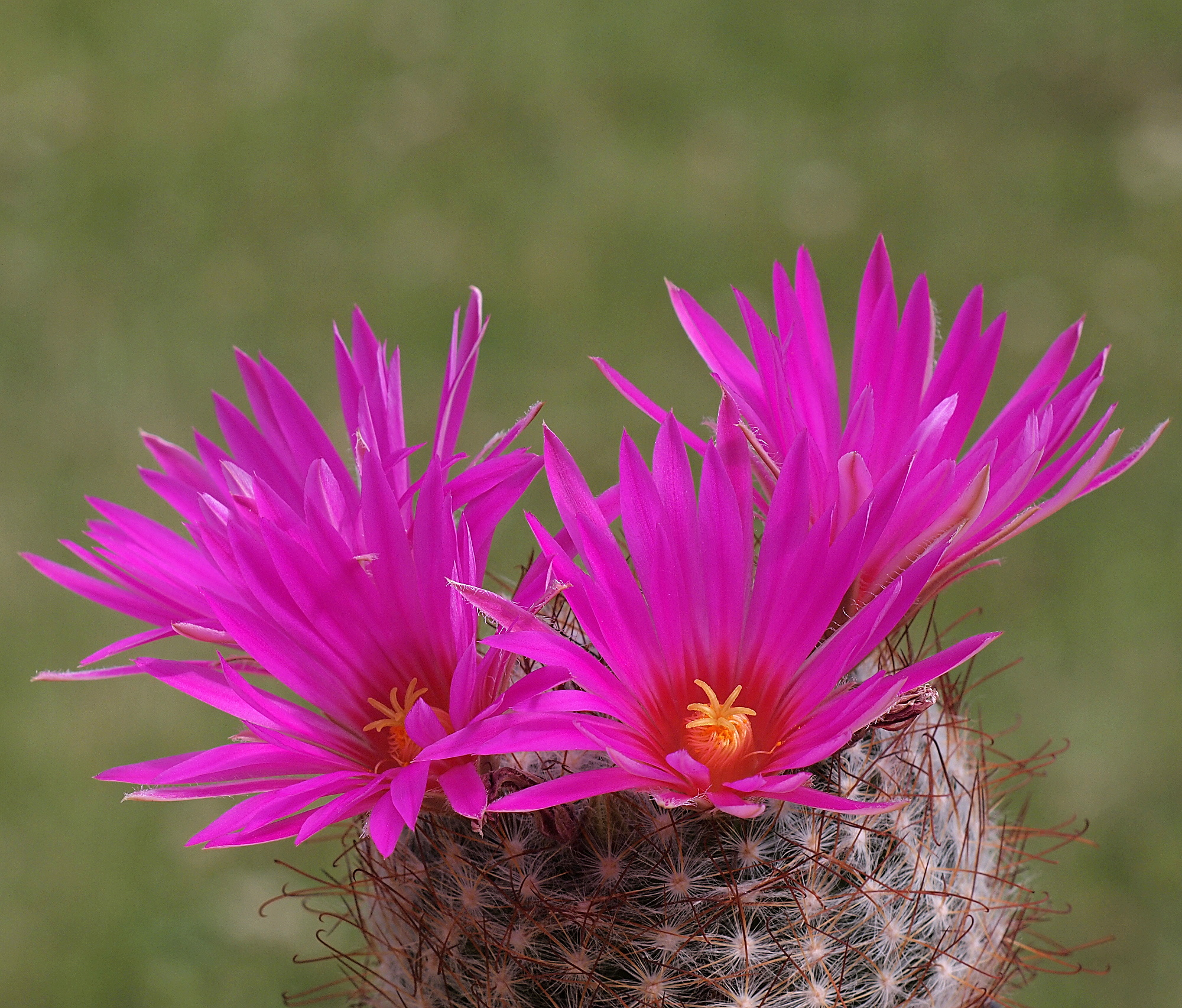